# Grand Prix Belgii 1958
Grand Prix Belgii 1958 (oryg. Grand Prix de Belgique), Grand Prix Europy 1958 – 5. runda Mistrzostw Świata Formuły 1 w sezonie 1958, która odbyła się 15 czerwca 1958 po raz 8. na torze Circuit de Spa-Francorchamps.
18. Grand Prix Belgii, 8. zaliczane do Mistrzostw Świata Formuły 1.
Cliff Allison zdobył pierwsze punkty dla zespołu Lotus za miejsce 4.

## Wyniki

### Kwalifikacje
Źródło: statsf1.com
| P  | Nr | Kierowca                 | Konstruktor(-silnik) | Opony | Czas   | Odstęp | Strata |
| -- | -- | ------------------------ | -------------------- | ----- | ------ | ------ | ------ |
| 1  | 16 | Mike Hawthorn            | Ferrari              | E     | 3:57,1 | –      | –      |
| 2  | 18 | Luigi Musso              | Ferrari              | E     | 3:57,5 | +0,4   | +0,4   |
| 3  | 2  | Stirling Moss            | Vanwall              | D     | 3:57,6 | +0,1   | +0,5   |
| 4  | 14 | Peter Collins            | Ferrari              | E     | 3:57,7 | +0,1   | +0,6   |
| 5  | 4  | Tony Brooks              | Vanwall              | D     | 3:59,1 | +1,4   | +2,0   |
| 6  | 20 | Olivier Gendebien        | Ferrari              | E     | 3:59,3 | +0,2   | +2,2   |
| 7  | 10 | Harry Schell             | BRM                  | D     | 4:04,5 | +5,2   | +7,4   |
| 8  | 22 | Jack Brabham             | Cooper-Climax        | D     | 4:05,1 | +0,6   | +8,0   |
| 9  | 30 | Masten Gregory           | Maserati             | P     | 4:05,4 | +0,3   | +8,3   |
| 10 | 8  | Jean Behra               | BRM                  | D     | 4:06,2 | +0,8   | +9,1   |
| 11 | 6  | Stuart Lewis-Evans       | Vanwall              | D     | 4:07,2 | +1,0   | +10,1  |
| 12 | 40 | Cliff Allison            | Lotus-Climax         | D     | 4:07,7 | +0,5   | +10,6  |
| 13 | 24 | Roy Salvadori            | Cooper-Climax        | D     | 4:15,6 | +7,9   | +18,5  |
| 14 | 36 | Jo Bonnier               | Maserati             | P     | 4:15,7 | +0,1   | +18,6  |
| 15 | 42 | Graham Hill              | Lotus-Climax         | D     | 4:17,8 | +2,1   | +20,7  |
| 16 | 28 | Maurice Trintignant      | Maserati             | P     | 4:21,7 | +3,9   | +24,6  |
| 17 | 32 | Wolfgang Seidel          | Maserati             | P     | 4:21,9 | +0,2   | +24,8  |
| 18 | 38 | Francisco Godia          | Maserati             | P     | 4:24,5 | +2,6   | +27,4  |
| 19 | 26 | Maria Teresa de Filippis | Maserati             | P     | 4:31,0 | +6,5   | +33,9  |
| 20 | 34 | Ken Kavanagh             | Maserati             | P     | 4:45,3 | +14,3  | +48,2  |
| P  | Nr | Kierowca                 | Konstruktor(-silnik) | Opony | Czas   | Odstęp | Strata |

### Wyścig
Źródła: statsf1.com
| P                                                     | + / –     | Nr | Kierowca                 | Konstruktor   | Opony | Okr. | Czas / Strata | Komentarz   |
| ----------------------------------------------------- | --------- | -- | ------------------------ | ------------- | ----- | ---- | ------------- | ----------- |
| 1                                                     | 4         | 4  | Tony Brooks              | Vanwall       | D     | 24   | 1:37:06,3     |             |
| 2                                                     | 1         | 16 | Mike Hawthorn            | Ferrari       | E     | 24   | +20,7         |             |
| 3                                                     | 8         | 6  | Stuart Lewis-Evans       | Vanwall       | D     | 24   | +3:00,9       |             |
| 4                                                     | 8         | 40 | Cliff Allison            | Lotus-Climax  | D     | 24   | +4:15,5       |             |
| 5                                                     | 2         | 10 | Harry Schell             | BRM           | D     | 23   | +1 okr.       |             |
| 6                                                     | Bez zmian | 20 | Olivier Gendebien        | Ferrari       | E     | 23   | +1 okr.       |             |
| 7                                                     | 9         | 28 | Maurice Trintignant      | Maserati      | P     | 23   | +1 okr.       |             |
| 8                                                     | 5         | 24 | Roy Salvadori            | Cooper-Climax | D     | 23   | +1 okr.       |             |
| 9                                                     | 5         | 36 | Jo Bonnier               | Maserati      | P     | 22   | +2 okr.       |             |
| 10                                                    | 9         | 26 | Maria Teresa de Filippis | Maserati      | P     | 22   | +2 okr.       |             |
| Niesklasyfikowani                                     |           |    |                          |               |       |      |               |             |
|                                                       |           | 38 | Francisco Godia          | Maserati      | P     | 22   | +2 okr.       | silnik      |
|                                                       |           | 22 | Jack Brabham             | Cooper-Climax | D     | 16   | +8 okr.       | przegrzanie |
|                                                       |           | 42 | Graham Hill              | Lotus-Climax  | D     | 12   | +12 okr.      | silnik      |
|                                                       |           | 18 | Luigi Musso              | Ferrari       | E     | 5    | +19 okr.      | wypadek     |
|                                                       |           | 8  | Jean Behra               | BRM           | D     | 5    | +19 okr.      | silnik      |
|                                                       |           | 14 | Peter Collins            | Ferrari       | E     | 5    | +19 okr.      | przegrzanie |
|                                                       |           | 32 | Wolfgang Seidel          | Maserati      | P     | 4    | +20 okr.      | silnik      |
|                                                       |           | 30 | Masten Gregory           | Maserati      | P     | 0    | +24 okr.      | silnik      |
|                                                       |           | 2  | Stirling Moss            | Vanwall       | D     | 0    | +24 okr.      | silnik      |
| Nie wystartowali / niedopuszczeni do ponownego startu |           |    |                          |               |       |      |               |             |
|                                                       |           | 34 | Ken Kavanagh             | Maserati      | P     | 0    |               | silnik      |
|                                                       |           | 12 | Ron Flockhart            | BRM           | D     | 0    |               | kontuzja    |
| P                                                     | + / –     | Nr | Kierowca                 | Konstruktor   | Opony | Okr. | Czas / Strata | Komentarz   |

### Najszybsze okrążenie
Źródło: statsf1.com
| Nr | Kierowca      | Konstruktor | Czas   | Okr. |
| -- | ------------- | ----------- | ------ | ---- |
| 16 | Mike Hawthorn | Ferrari     | 3:58,3 | 24   |

### Prowadzenie w wyścigu
Źródło: statsf1.com
| Nr                              | Kierowca      | Konstruktor | Okrążenia  | Suma |
| ------------------------------- | ------------- | ----------- | ---------- | ---- |
| 4                               | Tony Brooks   | Vanwall     | 1, 3, 5-24 | 22   |
| 14                              | Peter Collins | Ferrari     | 2, 4       | 2    |
| \| Wykres \| \| ------ \| \| \| |               |             |            |      |
| Wykres                          |               |             |            |      |
|                                 |               |             |            |      |

## Klasyfikacja po wyścigu
Pierwsza piątka otrzymywała punkty według klucza 8-6-4-3-2, 1 punkt przyznawany był dla kierowcy, który wykonał najszybsze okrążenie w wyścigu. Liczone było tylko 6 najlepszych wyścigów danego kierowcy. W nawiasach podano wszystkie zebrane punkty, nie uwzględniając zasady najlepszych wyścigów.
Uwzględniono tylko kierowców, którzy zdobyli jakiekolwiek punkty
| P  | +/− | Kierowca            | Starty | Punkty | P1 | P2 | P3 | PP | NO | NS |
| -- | --- | ------------------- | ------ | ------ | -- | -- | -- | -- | -- | -- |
| 1  | 0   | Stirling Moss       | 4      | 17     | 2  | –  | –  | –  | 1  | 2  |
| 2  | +4  | Mike Hawthorn       | 4      | 14     | –  | 1  | 1  | 1  | 2  | 1  |
| 3  | −1  | Luigi Musso         | 4      | 12     | –  | 2  | –  | –  | –  | 1  |
| 4  | +1  | Harry Schell        | 4      | 10     | –  | 1  | –  | –  | –  | –  |
| 5  | −2  | Maurice Trintignant | 3      | 8      | 1  | –  | –  | –  | –  | –  |
| 6  | N   | Tony Brooks         | 3      | 8      | 1  | –  | –  | 1  | –  | 2  |
| 7  | −3  | Jimmy Bryan         | 1      | 8      | 1  | –  | –  | –  | –  | –  |
| 8  | −1  | George Amick        | 1      | 6      | –  | 1  | –  | –  | –  | –  |
| 9  | −1  | Jean Behra          | 4      | 6      | –  | –  | 1  | –  | –  | 2  |
| 10 | −1  | Peter Collins       | 4      | 4      | –  | –  | 1  | –  | –  | 3  |
| 11 | N   | Stuart Lewis-Evans  | 3      | 4      | –  | –  | 1  | 1  | –  | 2  |
| 12 | −2  | Johnny Boyd         | 1      | 4      | –  | –  | 1  | –  | –  | –  |
| 13 | −2  | Tony Bettenhausen   | 1      | 4      | –  | –  | –  | –  | 1  | –  |
| 13 | −2  | Juan Manuel Fangio  | 1      | 4      | –  | –  | –  | 1  | 1  | –  |
| 15 | N   | Cliff Allison       | 3      | 3      | –  | –  | –  | –  | –  | –  |
| 16 | −3  | Jack Brabham        | 3      | 3      | –  | –  | –  | –  | –  | 1  |
| 16 | −2  | Roy Salvadori       | 3      | 3      | –  | –  | –  | –  | –  | 1  |
| 18 | −3  | Jim Rathmann        | 1      | 2      | –  | –  | –  | –  | –  | –  |
| P  | +/− | Kierowca            | Starty | Punkty | P1 | P2 | P3 | PP | NO | NS |

### Konstruktorzy
Tylko jeden, najwyżej uplasowany kierowca danego konstruktora, zdobywał dla niego punkty. Również do klasyfikacji zaliczano 6 najlepszych wyników.
| P | +/− | Konstruktor   | Starty | Punkty | P1 | P2 | P3 | PP | NO | NS |
| - | --- | ------------- | ------ | ------ | -- | -- | -- | -- | -- | -- |
| 1 | +1  | Ferrari       | 14     | 20     | –  | 3  | 2  | 1  | 2  | 6  |
| 2 | −1  | Cooper-Climax | 9      | 19     | 2  | –  | –  | –  | –  | 2  |
| 3 | 0   | Vanwall       | 9      | 16     | 2  | –  | 1  | 2  | 1  | 6  |
| 4 | 0   | BRM           | 6      | 10     | –  | 1  | 1  | –  | –  | 2  |
| 5 | 0   | Maserati      | 17     | 3      | –  | –  | –  | 1  | 1  | 7  |
| 6 | 0   | Lotus-Climax  | 6      | 3      | –  | –  | –  | –  | –  | 3  |
| 7 | 0   | Porsche       | 1      | 0      | –  | –  | –  | –  | –  | –  |
| P | +/− | Kierowca      | Starty | Punkty | P1 | P2 | P3 | PP | NO | NS |